# Escut de Ca Vernet
L'Escut de Ca Vernet és una obra de Garcia (Ribera d'Ebre) inclosa a l'Inventari del Patrimoni Arquitectònic de Catalunya.

## Descripció
Casa situada davant de l'església vella. Al xamfrà format pel carrer de l'església i el carreró que entra a ca Vernet hi ha un fornícula amb imatge i un escut de pedra a sota. A la part central de l'escut es pot llegir "aquí murió Juan Escoda Mancebo el año 1782", amb dues estrelles de David, i a les quatre cantonades la paraula "Vernet", força erosionades.

## Història
Ca Vernet era una de les cases pairals més importants de Garcia. Les dues estrelles de David podrien indicar una ascendència jueva o àrab.